# 华西村集团
江苏华西集团有限公司简称华西集团，位于江苏省华士镇华西新市村。华西集团在“2019中国企业500强”中位列第345位。

## 发展概况
1987年，成立村办集体企业江阴县华西工业供销公司，1993年12月组建为华西集团公司。。
截止2016年3月末，华西集团共有子公司186家，联营企业19家，合营企业3家，旗下企业总数达到了208家，总资产541.93亿元。
2016年6月20日，企业名称变更为江苏华西集团有限公司，企业类型由集体所有制变更为有限责任公司，股东新增江阴市华西社区服务中心。注册资本90亿元，华西新市村村民委员会持股99.9%，华西社区服务中心持股0.1%。
2023年7月21日，江苏华西村股份有限公司发布公告，7月19日，华西村委会、联华基金签署《股权转让协议》，华西村委会拟将其持有的华西集团80%股权转让给联华基金。华西集团的实控人将变更为江阴市国资办。

## 村民委员会
主 任：吴协恩
副主任：周丽、瞿全兴、赵志秋
委 员：吴秀琴、王福青、朱孙华

## 集团领导
董事长：吴协恩
董事：瞿建忠、黄建刚、陶葵军、杨永昌、何建南、包丽君
总经理：何建南

## 子公司
华西集团将子企业划分为钢铁、纺织化纤、材料、商业、其它等5大板块。
1997年，成立江阴市宝昌有限公司，经营华西村系列白酒与干红。

### 钢铁
华西集团拥有博丰钢铁、华西北钢、华西南钢等公司。后先后建起型材厂、法兰厂、带钢厂、焊管厂、弯管厂等一批企业，构建了钢铁加工产业链。
1986年，华西村成立华西钢铁建材公司。
1993年8月，成立江阴博丰钢铁有限公司，投资近8亿元。
2002年9月，在河北省唐山市滦南县成立华瑞钢铁有限公司，简称“华西北钢”。2007年6月唐钢集团公司入股后，于2007年7月更名为唐钢集团华西钢铁有限公司。2011年12月，更名为河北钢铁集团华西钢铁有限公司，2014年8月更名为河北华西钢铁有限公司。2019年3月，华西北钢出资成立河北华西特种钢铁有限公司。
2002年9月，注册成立江阴华西钢铁有限公司，2003年12月竣工投产，投资总额17亿元人民币，简称“华西南钢”。

### 环保
2009年3月，成立江苏华西炉料有限公司。
2014年8月，成立江苏华西节能装备有限公司，对外投资江苏华西节能技术有限公司、江苏华西亿能再生资源有限公司、江阴华西巨能环境科技有限公司、江苏华西智云工程技术有限公司、江阴华西天本咨询管理有限公司。
2014年9月，成立江阴市华西污水处理有限公司，位于江阴市华士镇华西工业园区。

### 建筑
1998年5月，成立江阴市华西建筑安装工程有限公司。

### 固定资产
2011年9月，位于江阴市区的华西金融楼落成。
2011年10月，龙希国际大酒店开业，由华西村委会投资，总投资超过30亿元，位于华西新市村中心。

### 旅游服务
2011年7月，成立江苏华西通用航空有限公司，2012年7月26日被民航华东局批准正式开航。

### 金融投资
1991年11月，成立江苏华西村股份有限公司，1999年8月在深圳上市。主要子公司有一村资本有限公司、一村资产管理有限公司、上海毅扬投资管理有限公司、深圳前海同威投资管理有限公司、江阴华西村投资有限公司、江阴华西村资本有限公司、江阴华西化工码头有限公司。
1992年6月，成立江苏华西集团财务有限公司，2009年10月开业。
2005年12月，成立江苏华西同诚投资控股集团有限公司，注册资本30亿元。主要经营利用自有资金对外投资，受托资产经营管理，创业投资等。
2006年3月，成立江苏宝鼎投资担保有限公司，2019年5月，名称变更为江苏宝鼎融资担保有限公司。
2006年12月，在无锡市成立无锡宝信典当有限公司，后更名为江苏宝信典当有限公司。
2012年11月，在上海成立上海宝聚昌投资管理集团有限公司。

### 仓储物流
2005年4月，成立华西物流服务有限公司，旗下有华西物流公司、华西供销公司、华西加油站、华西汽修厂、华西服务公司、信顺回收公司、神绿化工、购物中心、信顺超市等部门。
2011年9月，华西集团与江阴经济开发区管委会共同发起设立的江阴华西村商品合约交易中心有限公司开业运营，注册资金2亿，位于江阴滨江开发园区内。
2012年7月，江苏华西集团与湖北省供销合作总社旗下的骨干企业湖北银丰实业集团有限责任公司共同出资组建湖北供销华西农产品市场股份有限公司。旗下拥有十堰供销华西国际农商城有限公司、天门供销华西农商城有限公司。

### 远洋海工
2010年3月，在香港注册成立江苏轮船股份有限公司，是江苏华西集团控股的综合外向型航运企业。分支机构有江苏华西远洋船舶管理有限公司、张家港宏源再生物资利用有限公司、钦州华西船务工程有限公司（2019年11月股权变更，华西集团转让全部股份）。
2010年4月，成立江苏华西村海洋工程服务有限公司，简称华西海工。

### 农产品批发市场
2009年11月，华西集团与重庆商业投资集团成立重庆双福农产品批发市场有限公司，注册资本5.88亿元，重庆商业投资集团和江苏华西集团分别持股51%和49%。2014年8月底，总投资100亿元的重庆双福国际农贸城正式开业。

### 创意产业
2009年8月，成立江阴市华茂计算机技术有限公司，注册资本1000万元。公司经营范围包括为国内外企业提供信息化应用和管理的技术服务等。2011年6月，由江阴市华茂计算机技术有限公司出资510万，雷紫东出资490万，在北京朝阳区成立华茂云天科技（北京）有限公司（已注销）。
2020年5月，成立江阴市华西村科技产业发展有限公司，注册资本10亿元。